# 来龙镇
来龙镇，是中华人民共和国江苏省宿迁市宿豫区下辖的一个乡镇级行政单位。
2021年3月2日，撤销来龙镇、侍岭镇、保安乡，设立新的来龙镇。以原来龙镇、侍岭镇、保安乡的行政区域，以及原晓店镇的光前、刘圩2个居委会区域为新的来龙镇行政区域。

## 行政区划
来龙镇下辖以下地区：
来龙社区、太平社区、龙西社区、张大庄村、水庄村、玉皇村、路墩村、王庄村、高圩村、陵园村、左庄村和光明村。